# هوارد بروبيكر
هوارد بروبيكر (بالإنجليزية: Howard Brubaker)‏ هو صحفي أمريكي، ولد في 26 يونيو 1882، وتوفي في 2 فبراير 1957 في Greens Farms, Connecticut ‏ في الولايات المتحدة.